# My Humps
«My Humps» —en español: «Mis jorobas»— es el tercer sencillo de Monkey Business (álbum de los Black Eyed Peas). La canción muestra una parte de la canción I need a freak de Sexual Harassment. También incluye parte de la canción Wild thing de Tone Lōc. Fue lanzada el 20 de septiembre de 2005 y alcanzó el número 3 en Estados Unidos convirtiéndose en la tercera canción de los Black Eyed Peas que conseguía entrar en el top 3. La pista llegó también a un número 3 en el Reino Unido. La canción ganó el premio Grammy 2007 por «Mejor Actuación Pop por un Dúo o Grupo». En una entrevista para la televisión del Reino Unido, will.i.am afirmó que originalmente escribió la canción para ser incluida en el disco de las Pussycat Dolls.

## Críticas
La canción ha sido objeto de severas críticas por parte de críticos musicales. John Bush, escritor de Allmusic, lo describió como «uno de los raps más penosos del nuevo milenio». Mientras que Bill Lamb, escritor de About.com, lo llamó «el equivalente musical a una mala película de los Hermanos Farrelly».
Por otra parte Hua Hsu de Slate dijo: «No es increíblemente malo; es horrorosamente malo... hay malas canciones que ofenden nuestra sensibilidad, pero aun así se puede disfrutar de ellas, y luego están las canciones que son realmente malas, como ésta».
En una encuesta realizada por la revista Rolling Stone, My Humps fue la canción que ocupó el primer lugar en la lista de 20 canciones más molestas. Recientemente la cantante británica Lily Allen declaró que se sentiría avergonzada de cantar esa canción.
A pesar de las fuertes críticas, se convirtió en un gran éxito, al llegar al número 3 en EE. UU. y permanecer allí durante unos dos meses.

## Vídeo musical
El vídeo musical oficial de My Humps fue dirigido por Fatima Robinson y Malik Hassan Sayeed. Se estrenó a principios de noviembre en la TRL. el video muestra a Fergie bailando junto a unas bailarinas llevando artículos bastante caros, como los bolsos Louis Vuitton que se supone que le han comprado sus pretendientes. Los demás miembros de Black Eyed Peas- Apl.de.ap, Taboo, y will.i.am - cantan sobre cuánto dinero gastan en Fergie y en «sus bonitas curvas».
El vídeo recibió el premio de «Mejor Video de Hip-Hop» en los MTV Video Music Awards el pasado 31 de agosto de 2006.

## En la cultura popular
En la tercera temporada de la serie americana The Office la canción se puede escuchar como el tono de llamada del personaje "Michael Scott". Stephen Colbert fue visto cantando esta canción en un episodio de The Colbert Report, afirmando que él odiaba la canción hasta que ganó un premio Grammy. 
En 2007 la película Blades of Glory el personaje de Will Ferrell canta My Humps afirmando que es la única canción con la que va a patinar. Cuando el personaje de Jon Heder le pregunta que significa My Humps él le contesta : «Nadie sabe lo que significa... pero es una canción provocadora». La canción también fue plagiada en la película Mantra.

## Parodias
El contenido provocativo y sarcástico de la canción ha sido objetivo de muchas parodias.
Peaches lanzó la canción en 2006 alterando la letra y poniéndole un título de broma My Dumps.
Alanis Morissette parodió la canción en 2007 aparentemente como una simple broma. En contraste con la original My Humps. Morissette la cantó con ritmos lentos aparentemente de balada. El 2 de abril, un vídeo en el que Morissette parodiaba a Fergie bailando fue subido a YouTube. El 3 de abril el video se convirtió en uno de los más vistos con 1 500 000 visitas. Debido a su éxito el vídeo fue puesto en la página oficial de Morissette. El 15 de abril, Fergie confirmó a E! Noticias que el vídeo era «cómico» e «ingenioso» y afirmó que le había enviado a Alanis una tarta con forma de nalgas.
American Greetings parodió la canción para su postal de Navidad Three Wise Camels en la que los camellos de los Reyes Magos rapean acerca de los dones que se esperan del bebé Jesús, que está sentado en sus jorobas.
Afroman parodió la canción en su disco Waiting to Inhale.
La canción fue titulada My Chunc, donde el cantante rapea sobre sus genitales.
El show Sketch-comedy hizo una parodia llamada My Slup, que iba dedicada al presidente de Estados Unidos, George W. Bush.